# Ulrike Lunacek
Ulrike Lunacek (Krems an der Donau, 26 maggio 1957) è una politica austriaca de I Verdi (Grüne) ed ex europarlamentare.

## Biografia
È stata eletta europarlamentare alle elezioni europee del 2009.
Durante il gay pride di Vienna del 13 giugno 2014 ha subito un tentativo di aggressione da parte di un estremista che, senza riuscire a colpirla e per intimidirla, le ha lanciato dell'acido butirrico.